# موسى ليفي
موسى ليفي (بالإنجليزية : Moses Elias LEVY) , اسمه الكامل موسى إلياس ليفي مغربي يهودي سفاردي من أوائل من استوطنوا ولاية فلوريدا في الولايات المتحدة الأمريكية. وُلد في المغرب لعائلة يهودية تجارية من أصل برتغالي، وكان والده وزيراً للسلطان. وفي عام 1800، استقر في جزيرة سانت توماس في بحر الكاريبي ونجح في تجارة الأخشاب ثم نقل نشاطه إلى كوبا حيث أصبح متعهد تموين للحكومة عام 1816.
وفي عام 1819، بدأ ليفي في شراء مساحات كبيرة من الأراضي في فلوريدا التي كانت خاضعة آنذاك لإسبانيا. ثم استقر بها بشكل دائم بعد أن أصبحت جزءاً من الولايات المتحدة عام 1821 . وقد قام ليفي باستثمار أمواله في المشاريع الزراعية والتجارية، كما سعى إلى جذب المستوطنين البيض من اليهود والمسيحيين للعمل في المزارع الكبيرة التي أقامها، وسافر إلى إنجلترا لهذا الغرض. كما نشط ليفي بين المهاجرين اليهود الجدد في فيلادلفيا ونيويورك لتشجيعهم على الاستيطان في فلوريدا، وأقام في نيويورك مدرسة زراعية عام 1821. ولكن مساعي ليفي لم تنجح في جذب القدر الكافي من المستوطنين.
كان ليفي من ملاك العبيد وقد استخدمهم في زراعة أراضيه وتطوير مشاريعه الاستيطانية. وبحلول عام 1840، أصبح يمتلك مساحات كبيرة من الأراضي والضياع ولكنه صار يواجه أيضاً عدداً كبيراً من المشاكل المالية والدعاوى القضائية المرفوعة ضده، كما تعرضت كثير من أراضيه للتدمير أثناء حروب السيمينول، وهي الحروب التي شنها الجيش الأمريكي ضد الهنود الحمر لطردهم من أراضيهم وتوسيع مناطق استيطان الرجل الأبيض.
وقد نجح ليفي في التخلص من مشاكله القانونية، وانخرط في النشاط السياسي في فلوريدا وكتب عدداً من المقالات في الصحف تحت اسم «يولي». وبرغم اهتمامه ببعض القضايا اليهودية وبالكتابة حول بعض المسائل الدينية اليهودية إلا أن ولديه الاثنين ابتعدا تماماً عن اليهودية، وأحدهما ديفيد يولي أصبح أول عضو يهودي في مجلس الشيوخ الأمريكي.
ولا يمكن فهم سيرة حياة ليفي في إطار يهوديته أو هويته السفاردية، فهو يستولي على الأرض ويطرد أهلها منها ويحارب ضدهم ويبيدهم ويوظف الأفريقيــين السـود فيها، ليس لأنه يهودي شرير وإنما لأنه ينتمي إلى التشكـيل الاستعماري الاستيطاني الإحـلالي الأمريكـي، وسلوكه يتحدَّد داخل هـذا الإطـار. ويُقـال إنه شخصياً كان ضد استخدام العبيد السود، ولكنه تنازل عن آرائه حتى يمكنه الاستمرار داخل إطار نمط الإنتاج السائد في مجتمعه.